# リース・ウィザースプーン
リース・ウィザースプーン（Reese Witherspoon, 1976年3月22日 - ）は、アメリカ合衆国の女優、映画プロデューサー。　リーズ・ウィザースプーンと表記されることもあるが、リースが最も近い発音。身長157cm。

## 人物
1991年、『マン・イン・ザ・ムーン/あこがれの人』の主演で子役としてデビューした。1996年、『連鎖犯罪/逃げられない女』に出演し、1998年、『カラー・オブ・ハート』に主演した。2000年、『ハイスクール白書 優等生ギャルに気をつけろ!』でゴールデングローブ賞主演女優賞ミュージカル・コメディ部門にノミネートされた。
2001年の『キューティ・ブロンド』で知名度が上がり、2002年、ロマンチック・コメディ『メラニーは行く!』主演で商業的に成功した。2005年、『ウォーク・ザ・ライン/君につづく道』でジューン・カーター・キャッシュ役を演じてアカデミー主演女優賞、ゴールデングローブ賞主演女優賞ドラマ部門、英国映画テレビ芸術アカデミー賞、全米映画俳優組合賞主演女優賞、クリティクス・チョイス・アワード女優賞を受賞して世界的な注目を集めた。他に2003年、『キューティ・ブロンド/ハッピーMAX』、2009年、『モンスターVSエイリアン』、2011年、『恋人たちのパレード』などに出演した。2014年、スリラー『ゴーン・ガール』のプロデュースを行ない、『わたしに会うまでの1600キロ』でシェリル・ストレイド役を演じて批評家の称賛を得て、アカデミー主演女優賞に再度ノミネートされた。
1999年、俳優のライアン・フィリップと結婚したが、2006年に別居して2007年に離婚した。2011年、タレント・エージェントのジム・トスと再婚した。ウィザースプーンはプロダクション会社のパシフィック・スタンダードを所有している。女性や子供の支援組織にも積極的に関わっている。児童支援基金(CDF)の役員であり、2007年にエイボンのグローバル・アンバサダーに任命され、エイボン基金の名誉会長を務めている。2010年12月1日、ハリウッド・ウォーク・オブ・フェームに星を受けた。

## 生い立ち
1976年3月22日、ルイジアナ州ニューオリンズにて、父親ジョン・ドレイパー・ウィザースプーンと母親メアリー・エリザベス(愛称ベティ、旧姓リース)の間に出生名ローラ・ジーン・リース・ウィザースプーン（Laura Jeanne Reese Witherspoon）として生まれた。ミドルネームのリースはオランダ系の母親の旧姓である。父はジョージア州生まれで、テューレーン大学の医学生だった。その後、陸軍予備軍中佐となり、そして2012年まで耳鼻咽喉科の開業医であった。母親はテネシー州ハリマン出身で、理学士、看護学修士、教育学博士号を取得しており、ヴァンダービルト大学で小児科および精神科の看護学教授として働いていた。1988年から定年まで、ヴァンダービルト大学病院の新生児特定集中治療室で乳児の看護職に就いていた。ウィザースプーンはアメリカ独立宣言書にサインをした、スコットランド生まれのジョン・ウィザースプーンの子孫であるとされる が、独立宣言子孫の系図学者からは立証されていない。両親は1996年に別居しているが、現在も婚姻中である。
幼少の頃に4年間父親がアメリカ軍として勤務していたドイツ・ヴィースバーデンで過ごし、帰国後テネシー州ナッシュビルに移住して子供時代を過ごした。米国聖公会を信仰して育った。兄ジョン・ジュニアは不動産会社に勤務している。ウィザースプーンは学校で成績が良く、読書が好きで自分を「読書ばか」と呼んでいた。本好きに関して「書店に行くとクレイジーになる。全て欲しくなって動悸がする」と語った。ナッシュビルにて中学校はハーディング・アカデミーに通学し、女子高のハーパス・ホール・スクールではチアリーダーに所属していた。その後スタンフォード大学英文学部に進学した。1年通学したのち、女優業の本格化のため退学した。生粋の南部育ちであることに誇りを持っている。「人の感情に誠実に、礼儀正しく、責任感を持ち、身の丈以上の生活をしない」と南部の伝統や家系の教えを与えられてきたと語った。ウィザースプーンは優等生で、両親から「タイプA少女」とあだ名が付けられていた。『Interview』誌の記事によると「それが特別なこととは思っていなかった。それが普通で、地に足のついた方法だと思っていたのだと思う。私は女性が様々なことを成し遂げる環境で育ってきた。もし成し遂げられないことがあれば、それは社会が阻害していたから」と語った。
7歳の頃、花屋のテレビ・コマーシャルのモデルに選ばれ、以降演技の勉強をするようになった。11歳の時、テネシー州タレント・フェアで優勝した。

## キャリア

### 1991年–1998年: 初期
子供のころからコマーシャルなどに出演していた。1991年に『マン・イン・ザ・ムーン/あこがれの人』の端役オーディションに参加したが、近所の17歳の少年に初恋をする14歳のカントリー・ガールである主役のダニー・トラント役に配役され映画デビューした。『バラエティ』誌によると「記憶に残る感動的な」演技と評価され、批評家のロジャー・イーバートは「彼女のファースト・キスは私がかつて観た映画の中で最も完璧なシーンの1つ」と語った。この役によりウィザースプーンはヤング・アーティスト賞女優賞にノミネートされた。同年後期、ダイアン・キートン監督、パトリシア・アークエット主演の映画『ワイルドフラワー (1991年の映画)』でテレビ映画デビューをした。1992年、テレビ映画『Desperate Choices: To Save My Child 』に出演し、重病の少女役を演じた。
1993年、CBSのミニシリーズ『Return to Lonesome Dove 』で幼な妻役を、ディズニー映画『ラスト・ウィンド/少年たちは砂漠を越えた』でノニー・パーカー役を、『みんな愛してる』でカレン・モリス役を演じ、ヤング・アーティスト賞共演女優賞を受賞した。翌1994年、ジェフリー・リーヴァイ監督の映画『S.F.W. 』でウェンディ・ファイスター役で主演した。1996年、スリラー映画『悪魔の恋人』で10代の少女ニコール・ウォーカー役を演じ、のちに暴力的なサイコパスとなるハンサムなボーイフレンド役のマーク・ウォールバーグと共に主演した。またブラック・コメディ・スリラー『連鎖犯罪/逃げられない女』でキーファー・サザーランド、ブルック・シールズと共に主演した。ウィザースプーンのヴァネッサ・ラッツ役はロサンゼルスに住む貧しい少女で、ストックトンに住む祖母を訪ねる途中シリアルキラーに遭遇する。この映画は出版業界から好評を得た。『サンフランシスコ・クロニクル』紙のミック・ラセルは「ウィザースプーンは魅力的で、甲高いテキサス州訛りで真に迫っていた」と語った。コニャック警察映画祭で女優賞を受賞し、躍進的な女優の地位を確立した。ウィザースプーンはこのスリラー映画の製作の過程で「映画であるということを越えて、死ぬほど怖い思いをした」と語った。
1997年、ライアン・フィリップとの時間を大切にするため休養した。1998年、『恋のから騒ぎ (1998年の映画)』、『カラー・オブ・ハート』、『トワイライト 葬られた過去』の3本の映画で復帰した。『カラー・オブ・ハート』では1990年代から1950年代のテレビ・ドラマの舞台に紛れ込んでしまう兄妹としてトビー・マグワイアと共に主演した。ウィザースプーンは外見、交友関係、人気ばかりを気にする妹ジェニファー役を演じた。この演技は好評で、ヤング・ハリウッド賞女優賞を受賞した。映画監督のゲイリー・ロスはこの頃からウィザースプーンは将来大物女優になると予見していた。

### 1999年–2000年: 批評的称賛
1999年、スリラー・ドラマ映画『完全犯罪』でアレッサンドロ・ニヴォラと共に主演した。ウィザースプーンは恋人ニックと共に錆びれた小さな町から逃げようとするリサ役を演じた。同年、ドラマ映画『クルーエル・インテンションズ』でサラ・ミシェル・ゲラーとライアン・フィリップと共に主演した。この作品は18世紀のフランスの小説『危険な関係』を現代に置き換えたものである。『サンフランシスコ・クロニクル』紙はウィザースプーンのアネット・ハーグローヴ役の演技を称賛し「ウィザースプーンはこのような派手でない役がとても良く、小悪魔的表情をうまく作る」と記した。ウィザースプーンはこの映画のサウンドトラックのマーシー・プレイグラウンドのミュージック・ビデオにも出演した。その後、トム・ペロッタの1998年の小説『Election 』の映画化『ハイスクール白書 優等生ギャルに気をつけろ!』でマシュー・ブロデリックと共に主演した。意欲的で頑張り屋のトレイシー・フリック役を演じ、多くの批評的称賛を得て全米批評家協会賞とオンライン映画批評家協会から主演女優賞を受賞し、ゴールデングローブ賞に初めてノミネートされた他、インディペンデント・スピリット賞にもノミネートされ注目を集めた。また『プレミア』誌が選ぶ『100 Greatest Film Performances of All Time 』にランクインした。アレクサンダー・ペイン監督は「男性にとっては魅力的で、女性にとっては友達になりたいタイプ。ただしそれは単なる基礎である。彼女のように魅力とコミカルさを兼ね備えた人はいない。彼女は何でもできる」と語った。
『ハイスクール白書』での成功に関わらず、ウィザースプーンは役がはまり過ぎて次の仕事がなかなか見つからなかったとインタビューにて語った。ウィザースプーンは「私が演じた役はとても極端で、それが演技ではなく私自身だと考える人もいる。私はいくつでもオーディションを受けるつもりだったし、なぜ私が雇われなかったかをじっくり考える。興行収入女優の座を降りるつもりはなかったけれど、そうは考えなかった人もいる」と分析した。2000年、『アメリカン・サイコ』で助演し、『リトル★ニッキー』でカメオ出演した。また『フレンズ』第6シーズンでレイチェル・グリーン(ジェニファー・アニストン)の妹ジル役でゲスト出演した。翌2001年、アニメ映画『白鳥ルイの夢みるトランペット』でセリーナ役の声を担当した。

### 2001–2004年: 世界的認知
2001年の映画『キューティ・ブロンド』が大ヒットし、一躍トップ・スターの座をつかんだ。続編も製作され、「ラブコメの女王」と評されるようになる。ウィザースプーンにとってこの映画がターニング・ポイントとなった。ファッション・マーチャンダイジングを学んでいるが、ハーバード・ロー・スクールに進学するボーイフレンドを追って法学生になることを決心する主役エル・ウッズ役を演じた。ウィザースプーンはこの役について「この脚本を読んだ時「彼女はビバリーヒルズ出身で、裕福で、ソロリティにいる。素敵なボーイフレンドがいるけど振られる。誰が気にする?私も彼女が嫌いだわ」と思ったけれど、実際は憎めないタイプの人」と語った。『キューティ・ブロンド』は興行収入の上でヒットし、アメリカ国内だけで9,600万ドルをあげた。ウィザースプーンの演技は批評家の称賛を得て、メディアは「第二のメグ・ライアン」と言及するようになった。ロジャー・イーバートは「ウィザースプーンは快活さと頭の回転の良さを兼ね備え、難なくこの役に命を吹き込んだ」と語り、Salon.comは「ウィザースプーンはエル役のキャラクターを美しく表現している」と記した。また『シアトル・ポスト・インテリジェンサー』は「ウィザースプーンは才能あるコメディ女優であり、ただ登場するだけでそのシーンが活気づき、ほぼ単独でこの映画を作り上げている」と記した。この演技によりウィザースプーンは2回目のゴールデングローブ賞主演女優賞ノミネートを受け、MTVムービー・アワードコメディ演技賞を受賞した。
2002年、『キューティ・ブロンド』の成功後、ウィザースプーンは『ザ・シンプソンズ』のエピソード『The Bart Wants What It Wants 』のグレタ・ウォルフキャッスル役など様々な役を演じ、オスカー・ワイルドの戯曲の映画化『アーネスト式プロポーズ』のセシリー役でティーン・チョイス・アワードにノミネートされた。同年後期、アンディ・テナント監督の『メラニーは行く!』でジョシュ・ルーカス、パトリック・デンプシーと共に主演した。ニューヨークの政治家と結婚目前だが、幼馴染であった7年間別居中の夫と離婚するためアラバマ州に戻らなければいけない若いファッション・デザイナーのメラニー・カーマイケル役を演じた。ウィザースプーンはこの役を演じる上で、ナッシュビルからロサンゼルスに転居した経験を思い起こした。この映画は初週興行収入3,500万ドル、全米興行収入1億2,700万ドルをあげ、ウィザースプーンにとってこの時点で最大のヒットとなった。商業的成功に関わらず、批評家からの評価は低かった。『マイアミ・ヘラルド』紙は「ありきたりの退屈な予測可能なロマンティック・コメディ」と記し、メディアはウィザースプーンが主演ということだけでヒットしたと報じた
。『クリスチャン・サイエンス・モニター』紙は「ウィザースプーンは映画の主な魅力ではなく、映画の唯一の魅力」と記した。
2003年、『キューティ・ブロンド』の成功を追い、続編『キューティ・ブロンド/ハッピーMAX』に主演した。エル・ウッズはハーバードを卒業し、化粧品業界の科学実験から動物を守る弁護士となる決心をする。この続編は前作ほど成功せず、否定的な評価が多かった。『USAトゥデイ』紙は「だらだらとつまらない、困惑するような話」としたが、「ウィザースプーンは今回も愛すべき能あるブロンド役で素晴らしい演技をしたが、彼女の一流のコメディ演技はつまらない筋書で無駄になった」と記した。Salon.comは「前作の良さを全てぶち壊した」と記した。批評家からの批判に関わらず、この続編は最初の5日間にアメリカ国内のみで3,900万ドルをあげ、最終的に全米で9千万ドルをあげた。ウィザースプーンのこの映画の出演料は1,500万ドルで、2002年から2010年のハリウッドの高額出演女優の1人となった。2004年、19世紀の古典小説『虚栄の市』の映画化でミーラー・ナーイル監督の『悪女』に主演した。ウィザースプーンは、冷酷で社会の地位を確立しようとする貧しい女性ベッキー・シャープ役を演じた。撮影時第二子妊娠中だったため、腹部を隠す衣裳を着用していた。ウィザースプーンはこの妊娠は女優業の妨げではなく、シャープ役のキャラクターを演じる手助けとなったとした。「妊娠がもたらす輝き、この体形、胸が好き。これらが演技をする上で多くのことをもたらしてくれる」と語った。この映画およびウィザースプーンの演技は好評で、『ハリウッド・リポーター』誌は「この映画の出演者は優秀である。下品になりがちなこの役をウィザースプーンは快活に演じたことにより魅力的になった」と記した。『シャーロット・オブザーバー』紙は「鋭さをソフトに包み込んだ素晴らしい演技」を記し、『ロサンゼルス・タイムズ』紙は「ウィザースプーンはこの役を演じるために生まれてきた」と評した。

### 2005年–2006年: 『ウォーク・ザ・ライン』および批評的功績
2004年後期、ウィザースプーンはロマンティック・コメディ『恋人はゴースト』にマーク・ラファロと共に主演した。ブラインド・デートに向かう途中交通事故に遭い昏睡状態となる、意欲的な医師エリザベス・マスターソン役を演じた。エリザベスの魂はかつて本当の愛を見つけた古いアパートに戻る。

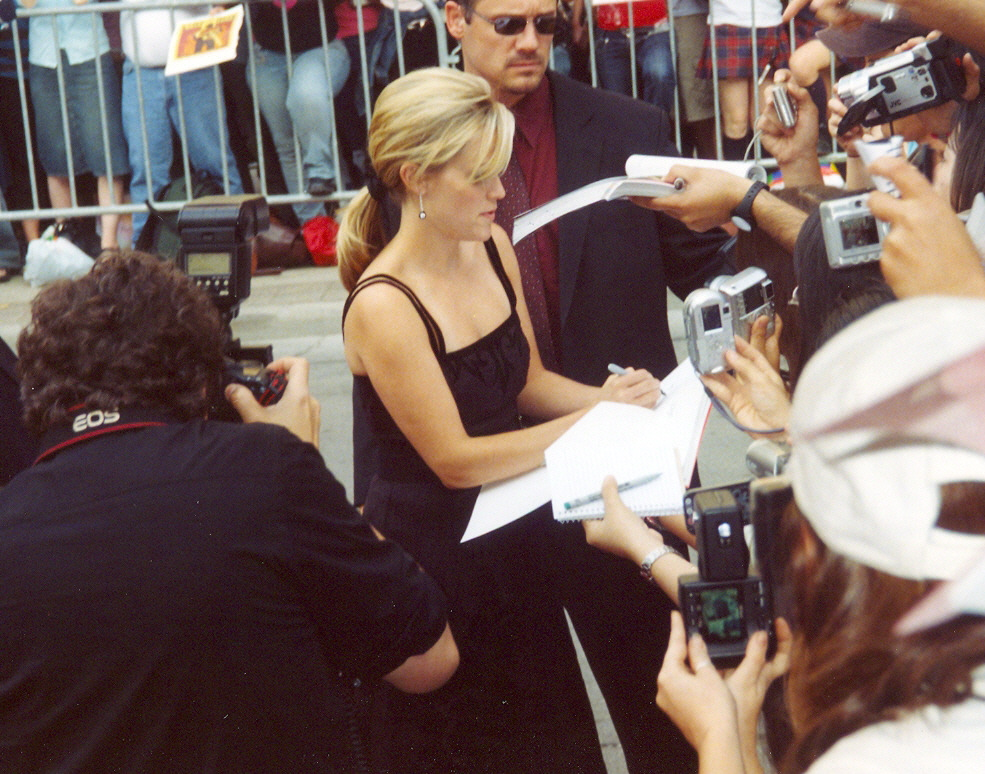
2005年、トロント国際映画祭での『ウォーク・ザ・ライン』プレミア上映にて

同年初頭、映画『ウォーク・ザ・ライン/君につづく道』でカントリー歌手および作曲家ジョニー・キャッシュの2番目の妻ジューン・カーター・キャッシュ役に選ばれた。ウィザースプーンは『悪女』撮影中にカーター・キャッシュが亡くなったために本人に会うことはできなかった。映画の中でウィザースプーン本人の声で撮影され、実際に観客役を前にして歌わなければならず、ライヴを行なうことをとても恐れて弁護士にこの映画の契約を切りたいと頼んだほどであった。のちのインタビューにてこの件について「人前で歌ったことなどなく、この役で最も挑戦的なことだった」と語った。役が決まってからの6ヶ月間、この役での歌い方を学ばなければならなかった。ウィザースプーンが演じたカーター・キャッシュは批評家から称賛を受け、ロバート・イーバートはウィザースプーンの演技は映画に無限の力を与えたと記した。ウィザースプーンはゴールデングローブ賞、映画俳優組合、英国映画テレビ芸術アカデミー、アカデミー賞などにおいて主演女優賞を受賞し、名実共にハリウッドのトップスターになった。映画業界で批評的に成功しただけでなく、ウィザースプーンおよび共演者のホアキン・フェニックスはCMTミュージック・アワードからコラボレート・ビデオ賞にノミネートされた。ウィザースプーンはこの映画への情熱について「なかなか深入りできない実際の婚姻関係、実際の人間関係を描いたこの映画に関わることができて嬉しい。そしてこの映画は問題の簡単な解決法だけでなく長期間にわたる想いを描いている」と語った。ウィザースプーンはカーター・キャッシュについて、この時代においてとても進んだ女性だったと考えており「2回結婚と離婚を繰り返し父親の違う子を2人生み、とても有名なミュージシャンたちと1台の車でコンサート・ツアーに出るような、1950年代には受け入れがたい女性であった。社会慣習に従うような性格ではなかったことが彼女をとてもモダンな女性にしたのだと思う」と語った。
オスカー受賞後の最初の役は現代のおとぎ話『ペネロピ』で家系の呪いのかかったペネロピ(クリスティーナ・リッチ)の親友アニー役であった。ウィザースプーンは女優業だけでなくType A Filmsという制作会社の経営業にも関わっており、製作・プロデュースを行っている。この映画は『ウォーク・ザ・ライン』でオスカーを獲得した直後の2006年3月からType A Films によりプロデュースされて撮影が開始した。2006年、トロント国際映画祭でプレミア上映されたが、正式公開は2回延期されて最終的に2008年2月に公開された。

### 2007年–2012年: 低迷期および三角関係時代
『ウォーク・ザ・ライン』の批評的成功後数年間、ウィザースプーンはキャリアの低迷期を迎えた。2014年12月のインタビューで、2006年10月に最初の夫と別居してその後離婚したことが原因であると考え「数年は気分を上げることだけ考えた。脳がスクランブル・エッグのような気分の時にクリエイティブなことなんてできない」と語った。また「作品を情熱的に作り上げることができなかった。ただ淡々と仕事をするだけ。私の公開作品に観客が何も反応しないのは明らかだった」と語った。
この時期の作品には2006年11月の『レンディション』がある。テロ容疑者の妊娠中の妻イザベラ・フィールズ・エル＝イブラヒミ役を演じた。ウィザースプーンにとって2005年の『ウォーク・ザ・ライン』以降初めての劇場公開作品として2007年10月に公開された。この映画の評価はほとんど低く、トロント国際映画祭でも一般的に期待外れとされた。ウィザースプーンの演技も批判され、『USAトゥデイ』紙は「ウィザースプーンは驚くほど生気がなかった」とし、「ウィザースプーンはいつも活気があって役に魂を入れ込むが、この映画では抑制されていた」と記した。

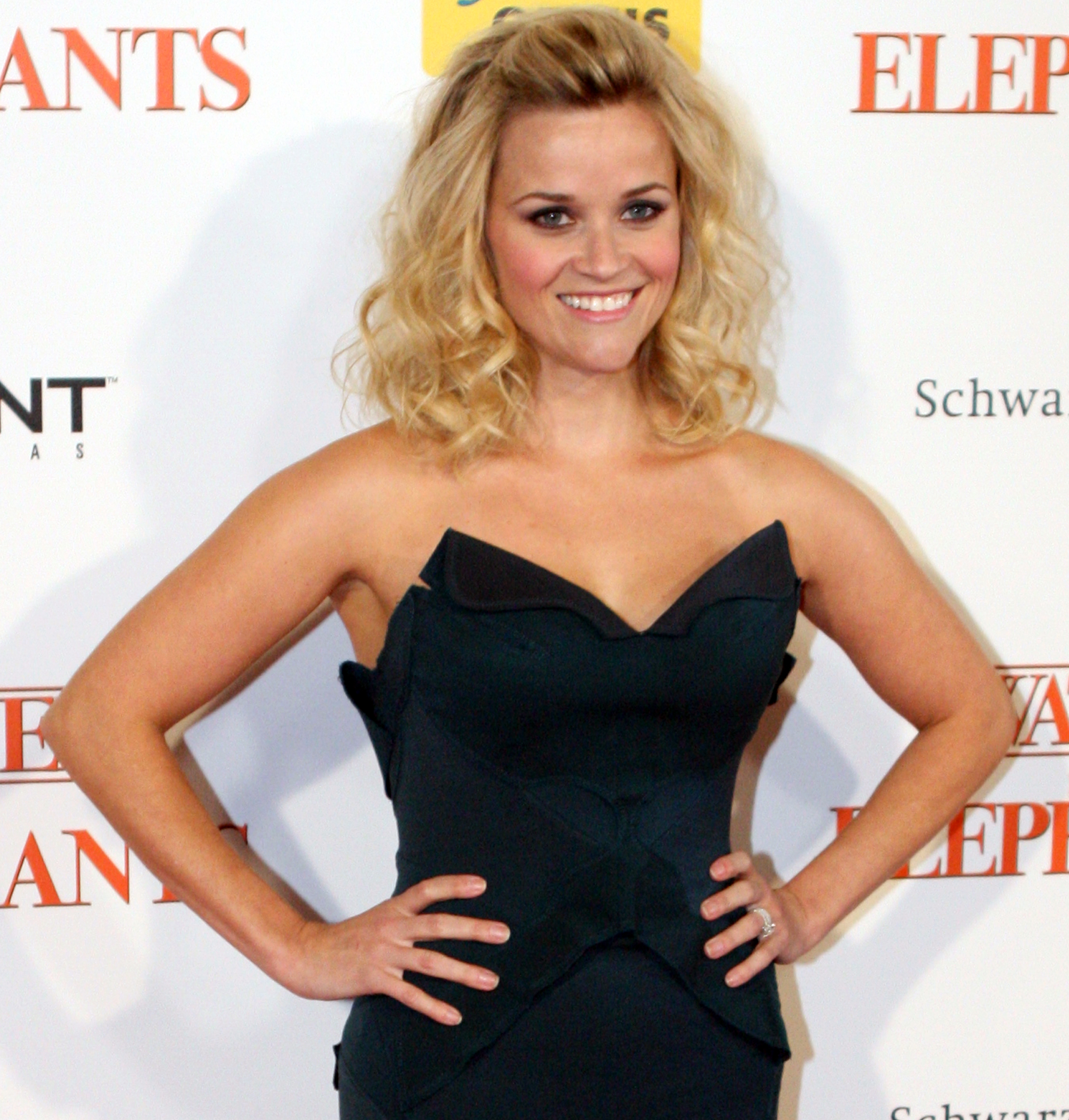
2011年5月、『恋人たちのパレード』プレミア上映にて

2007年12月、離婚した両親4人それぞれの家族をクリスマス当日に訪れようとするカップルをヴィンス・ヴォーンと共に演じたホリデイ・コメディ『フォー・クリスマス』の撮影が始まり、2008年11月に公開された。批評家からはまずまずの評価であったが、興行収入の上で成功し、アメリカ国内で1億2千万ドル以上、世界的に1億5,700万ドルをあげた。2009年3月公開のドリームワークスによる『モンスターVSエイリアン』で主役のスーザン・マーフィ役の声を担当し、『キューティ・ブロンド』のスピンオフで双子のカメリア・ロッソとレベッカ・ロッソが主演する『キューティ・ブロンド3』のプロデュースに参加した。
しかし2008年の『フォー・クリスマス』以降2年間スクリーンに登場していなかった。『エンターテインメント・ウィークリー』誌で「予期せぬ休養」とし、「単に好みの脚本がなかっただけ。ロボットに関する大作映画は本当にたくさんあったけれど、34歳の女性が演じる役はなかった」と語った。2010年から2012年まで3本の映画に出演したが、いずれも2人の男性に挟まれる三角関係の映画であった。2012年のMTVのインタビューでウィザースプーンは「三角関係時代」と冗談で言及した。
三角関係映画1作目はジェームズ・L・ブルックスによるロマンティック・コメディ『幸せの始まりは』で、野球のスター選手のボーイフレンド(オーウェン・ウィルソン)と知能犯罪の容疑がかかっている事業経営者(ポール・ラッド)との間で揺れ動く元全米ソフトボール選手役であった。2009年の夏から秋にかけてフィラデルフィアやワシントンD.C.で撮影され、2010年12月17日に公開された。この映画は批評的にも商業的にも失敗した。1億以上の製作費でありながら初週760万ドルしかあげられず、『ロサンゼルス・タイムズ』は「今年最大の失敗作」と報じた。批評家からの評判はほとんど低く、2010年12月現在Rotten Tomatoesでは111レビューで35%の満足度であった。
2作目は1930年代のサーカス・ドラマの映画化『恋人たちのパレード』である。2010年3月、この映画のマーリナ役のためサーカスでトレーニングを始めた。短気な夫(クリストフ・ヴァルツ)との結婚生活に悩むグラマラスなパフォーマーであるマーリナはサーカスの新しい獣医(ロバート・パティンソン)に惹かれていく。2010年5月下旬から8月までテネシー州、ジョージア州、カリフォルニア州で撮影され、2011年4月22日に公開された。評価は賛否両論だったが、まずまずの興行収入であった。
2010年9月、3本目となるマックG監督の20世紀フォックスのスパイ・コメディ『Black & White/ブラック & ホワイト』をバンクーバーにて撮影開始した。クリス・パインとトム・ハーディ演じる親友たちと三角関係に陥る。ヴァレンタイン・デーに先行上映され、2012年2月17日に正式に公開された。批評家から酷評され、Rotten Tomatoesの満足度も25%であった。興行収入も初週1,760万ドルで第5位とふるわなかった。『ニューヨーク・タイムズ』は「オスカー女優ウィザースプーンの興行収入に冷たい嵐が吹き荒れた」と記した。

### 2013年–現在: 再評価–『わたしに会うまでの1600キロ』他

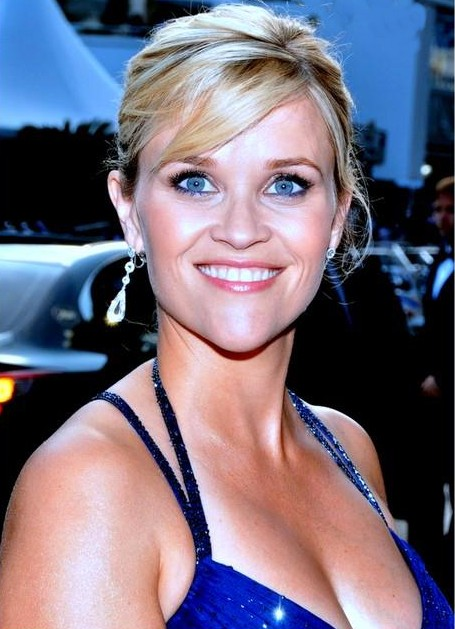
2012年、カンヌ映画祭の『MUD -マッド-』プレミア上映にて

以降の映画は三角関係からかけ離れたものとなっていった。2011年9月、『Black & White』撮影開始から1年後、アーカンソー州で行われたジェフ・ニコルズによる数年にわたるドラマ映画『MUD -マッド-』の撮影に参加した。地元の少年2人の助けで逃げる逃亡者(マシュー・マコノヒー)と再燃する元ガールフレンドのジュニパー役を演じた。2012年5月、第65回カンヌ国際映画祭のコンペティション部門でプレミア上映されたが最高賞パルム・ドールは逃した。2013年1月19日、サンダンス映画祭でアメリカ初上映となり、4月26日に北米の限られた劇場で限定公開された。
次の作品は実際に起こったウェスト・メンフィス3を基にしたマーラ・レヴァリット作 『悪魔の結び目』の映画化でアトム・エゴヤン監督の『デビルズ・ノット』であった。『MUD』と同様にアーカンソー州で撮影が行われた。殺人容疑のかかった3人の少年のうち1人の母親であるパム・ホブス役を演じた。インタビューによるとエゴヤン監督はこのキャスティングについて感情的な演技を必要としていて、ウィザースプーンに会い長時間かけて話し合った結果、ウィザースプーンはこの役への挑戦を切望したと語った。2012年6月から7月にかけてジョージア州で撮影が行われた。撮影中、ウィザースプーンは第三子を妊娠中であった。2013年9月8日、トロント国際映画祭にてワールド・プレミアが行われた。2014年5月9日、限られた映画館で限定公開された。
2013年4月、カナダのフィリップ・ファラルドー監督による『グッド・ライ 〜いちばん優しい嘘〜』の製作がジョージア州アトランタで開始された。実際に起こった「スーダンのロストボーイズ」を基にした、宝くじの賞金でスーダンの4人の若い難民を助けアメリカに移住させる、気の強いアメリカ人女性役を演じた。2014年10月3日に公開された。
2013年夏、カリフォルニア州パサデナにてトマス・ピンチョンの小説『LAヴァイス』の映画化『インヒアレント・ヴァイス』の撮影が行われた。ウィザースプーンはギリアン・フリンの小説『Gone Girl 』の映画化『ゴーン・ガール』に出演せず、自身のプロダクション会社パシフィック・スタンダードが製作した。ウィザースプーンと仕事上のパートナーはデヴィッド・フィンチャー監督の映画『ゴーン・ガール』に少しだけ関わり」、『ゴーン・ガール』と同じ撮影開始日にパシフィック・スタンダードはシェリル・ストレイドの体験記の映画化『わたしに会うまでの1600キロ』の製作を開始した。ウィザースプーンはこの作品でパシフィック・クレスト・トレイルの1,000-マイル (1,600 km)を歩いたストレイドの役を演じて主演した。2014年12月に公開されて評論家の称賛を得て
、『シカゴ・トリビューン』のマイケル・フィリップスは「ウィザースプーンのキャリアの中でも抑えた演技だが、それが効果的となっている作品である。粛々と絶え間なくストレイドの切望、苦悩、情熱、楽観を表現している」と記した。この映画はスランプからの復帰作として宣伝され、2度目のアカデミー賞ノミネートとなった。
2014年5月、ルイジアナ州にてコメディ映画『キューティ・コップ』の撮影が開始された。ウィザースプーンは麻薬密売組織のボスの未亡人(ソフィア・ベルガラ)を守ろうとする警察官役を演じた。2015年5月8日に公開され、一般的に不評であり興行収入も振るわなかった。
2015年1月、『ハイスクール白書』のペイン監督とマット・デイモン主演『ダウンサイズ』で再びコラボレーションする予定だったが、のちに降板した。

## その他の活動

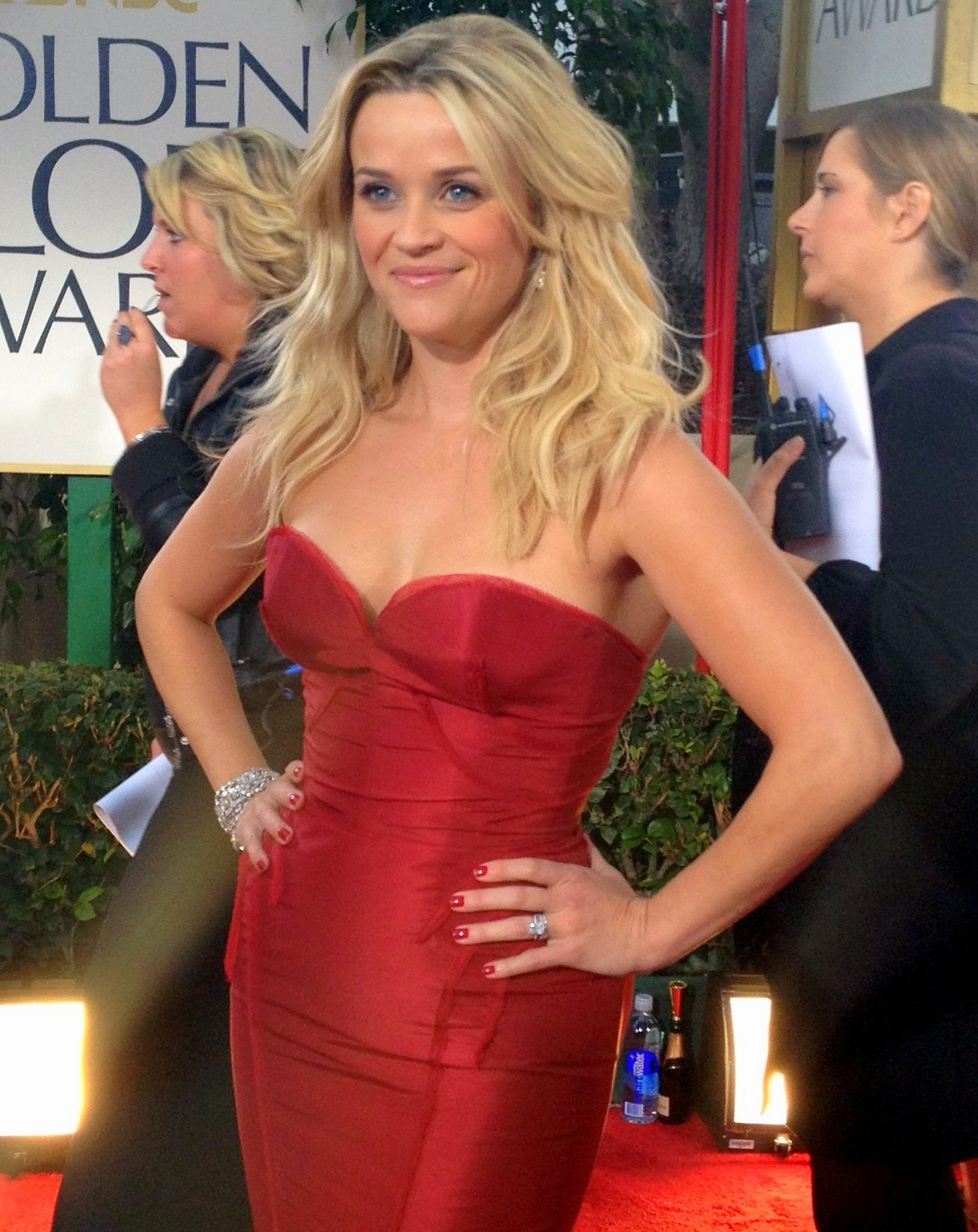
2012年1月、第69回ゴールデングローブ賞授賞式

ウィザースプーンはかつてプロダクション会社Type A Filmsを所有していた。メディアによるとこの名は子供の頃のあだ名「Little Miss Type A」(タイプA少女)から来ているとされる。『Interview』誌においてウィザースプーンは「私自身に因んで名付けられたと考える人が多い。確かに7歳でA型行動形式、B型行動形式の違いなどの複雑な医学用語を理解していたので家族から冗談でそのようなあだ名がついた。でも私は単に「ドッグフード・フィルムズ」や「フォーク」などと名付けたかった」と語った。2012年3月、プロデューサーのブルーナ・パパンドリアのMake Movies BannerとType A Filmsが合併し、新たなプロダクション会社であるパシフィック・スタンダードとなった。
2013年、マイケル・ブーブレのアルバム『To Be Loved 』の中でフランク・シナトラとナンシー・シナトラのデュエット『恋のひとこと』をカバーした。
2014年3月、アンドレア・ハイドが社長を務めるライフスタイル会社C.ワンダーの設立に関わっていたと報じられた。
2015年5月、アメリカ南部の文化に影響を受けたファッション、アクセサリー、インテリアのブランドとなるドレイパー・ジェイムズを開始した。ウィザースプーンに多大なる影響を与えた祖父母のドロシア・ドレイパーとウィリアム・ジェイムズ・ウィザースプーンに因んで名付けられた。商品は社内でデザインおよび製造され、オンライン注文の上で直接顧客に届けられることになった。さらに2015年秋、ウィザースプーンの地元テネシー州ナッシュビルにレンガとモルタルでできた店舗が開業した。
2023年からはケイシー・マスグレイヴスと共同でカントリーミュージックのコンテスト番組『マイ・カインド・オブ・カントリー』をプロデュース。

### 慈善事業
ウィザースプーンは子供や女性の擁護組織に積極的に関わっている。長期間、ウィザースプーンは世界中の子供の教育、健康、救急救命を供給する組織セーブ・ザ・チルドレンを支援している。また子供の支援、研究グループの児童支援基金の役員を務めている。2006年、ハリケーン・カトリーナ被害者の要望を周知するための児童支援基金のプロジェクトの一環でルイジアナ州ニューオリンズに他の女優たちと共に向かった。現地の子供たちと会って話をし、ニューオリンズ初のフリーダム・スクールの開校を支援した。ウィザースプーンはこの時のことに関して、忘れられない経験となったと語った。
2007年、ウィザースプーンは化粧ブランドであるエイボンのグローバル・アンバサダーとして複数年契約をし、世界的に認知されるようになった。エイボンのスポークウーマンとして活動し、乳がん研究や家庭内暴力からの保護など女性支援に焦点を当てたチャリティ組織であるエイボン基金の名誉会長を務めている。また化粧品開発に参加し、コマーシャルにも登場している。エイボン基金に関わることについて「女性として母として、常に世界中の女性や子供が健やかでいることを深く気にしている。私は変化をもたらす機会を常に探している」と語った。

## メディアへの登場

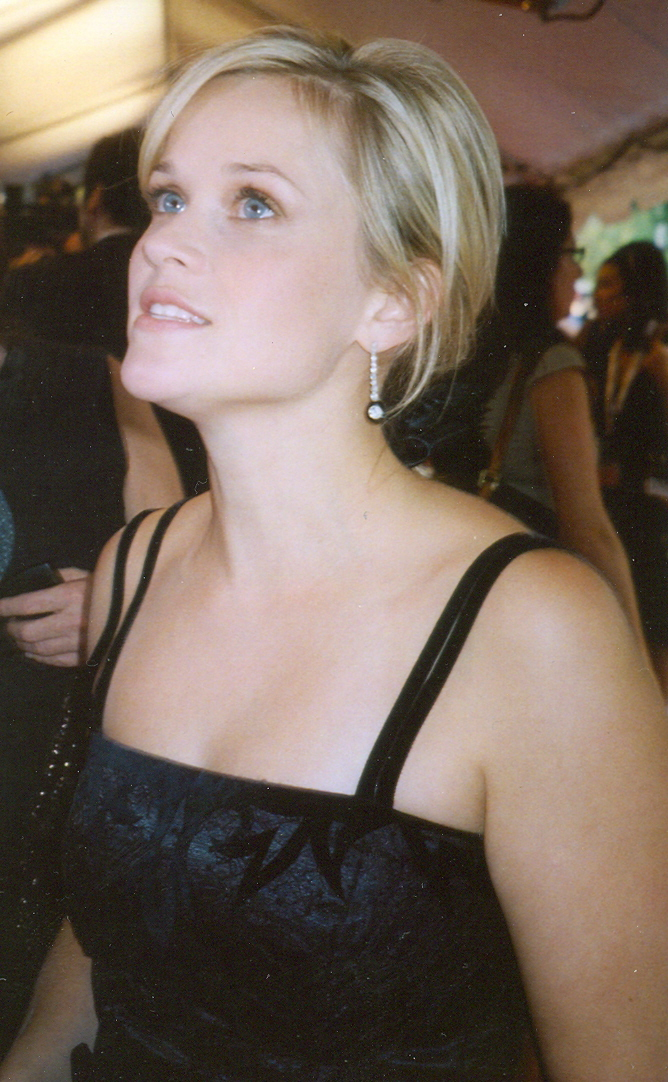
2005年、『ウォーク・ザ・ライン』プレミア上映にて

2001年9月29日、ニューヨークでアメリカ同時多発テロが起こった直後の『サタデー・ナイト・ライヴ』で司会を務めた。2005年、『ティーン・ピープル』誌において、最もパワフルな若いハリウッド俳優の第5位にランクインした。2006年、タイム100のリストに入り、ウィザースプーンの紹介記事は『キューティ・ブロンド』で共演したルーク・ウィルソンが担当した。同年、『FHM』誌の読者が選ぶ「世界で最もセクシーな女性100人」に選ばれた。ウィザースプーンは『フォーブス』誌による「セレブリティ100人」において2006年に第75位、2007年に第80位となった。『フォーブス』誌はさらに「信頼できるセレブリティ」のトップ10にウィザースプーンを選んだ。『CEOWORLD』誌は「成し遂げた女性エンターテイナー」にウィザースプーンを加えた。
2006年、『スター』誌はウィザースプーンが第三子妊娠中であるという捏造記事を掲載したとして、ウィザースプーンはロサンゼルス最高裁判所にこの雑誌の親会社のアメリカン・メディア社をプライバシー侵害で訴えた。これから撮影しようとする映画のプロデューサーに妊娠を隠していると疑われ、ウィザースプーンの評判を落とすものとして損害賠償を求めた。
2007年、ゴールデングローブ賞授賞式で着用した黄色のドレスは広く称賛され、『ピープル』誌およびテレビ番組『アクセス・ハリウッド』でこの年のベスト・ドレッサーの1人に選ばれた。同年、E-Poll Market Researchにより最も好感度の高い女性セレブリティに選ばれた。同年、出演料が映画1作につき1,500万ドルから2千万ドルでアメリカの映画界で最も高額出演料の女優となった。近年の興行収入の低迷によりこの地位に変化が起き、2011年から2013年、ハリウッドで興行収入に対して出演料が高すぎる俳優の1人となった。2011年4月、『ピープル』誌の第22回最も美しい人で第3位にランクインするなど、これまで『ピープル』誌の「最も美しい100人」に4回入った。
2010年12月1日、ハリウッド・ウォーク・オブ・フェームのハリウッド通り6262番に星を埋め込まれた。

## 私生活

### 交際
1997年3月の21歳の誕生パーティでライアン・フィリップと出会った。1999年公開の映画『クルーエル・インテンションズ』で共演し、1998年12月に婚約し、1999年6月5日にサウスカロライナ州チャールストン近くのオールド・ワイド・アウェイク・プランテーションで結婚した。同年9月に長女エイヴァを、2003年10月には長男ディーコンを出産した。2006年10月、別居中であることが発表された。翌11月に和解しがたい不和により離婚申請を出した。ウィザースプーンは子供について法的な共同親権および身上監護、フィリップの面会権を求めた。婚前契約はなかったため、カリフォルニア州法にのっとり全財産を半分にすることとなったため、ウィザースプーンが損をする形になった。ウィザースプーンはフィリップに離婚後の生活費を求めず、フィリップもこれに異議を唱えなかった。2007年5月15日、フィリップも子供の共同身上監護を求めた。2007年10月5日にロサンゼルス最高裁判所により正式に離婚した。
2007年を通してメディアにおいて『レンディション』で共演したジェイク・ジレンホールと交際しているのではないかと報じられた。10月のフィリップとの正式離婚後、イタリアのローマで共にバケーションする所をパパラッチされ、交際はよりオープンになっていった。2009年12月に破局したと報じられた。
2010年2月上旬にウィザースプーンが顧客となっているタレント・エージェントのクリエイティヴ・アーティスツ・エージェンシー(CAA)映画部門の共同部長ジム・トスと交際を始めたと報じられた。2010年12月、婚約を発表し、2011年3月26日、ウィザースプーンのカントリー風屋敷であるカリフォルニア州オーハイにあるライベイ・レンチ(のちに売却)で再婚した。2012年9月27日にウィザースプーンにとっての次男テネシー・ジェイムズ・トスを出産した。2023年3月、トスとの離婚を自身のインスタグラムで発表した。

### 宗教
カリフォルニア州ビバリーヒルズにある米国聖公会に通っている。

### 逮捕
ジョージア州アトランタで『グッド・ライ』撮影期間中の2013年4月19日早朝、ピーチツリー通りの二重線を越え蛇行運転をしていたとしてウィザースプーンとトスはパトカーに停められた。運転していた夫であるトスが血中アルコール濃度が0.139で飲酒運転および境界線を越えたことにより逮捕された。ウィザースプーンも車内に残るようにとの警官の命令に従わず、本物の警官と信じず文句を言い、自分のことを誰かわかっているのかと怒鳴り治安紊乱行為で逮捕されてしまった。同日午前3時半に2人は釈放された。4月21日の『MUD』ニューヨーク・プレミア上映に出席し、同日夜に謝罪を表明し、「明らかに飲み過ぎ」で「自分が言ったことを深く恥じています。自分の仕事をこなした警察官に失礼なことを言ってしまいました。警察官には尊敬以外のものはなく、私のした行動を本当に反省しています」と語った。5月2日、ウィザースプーンの弁護士とトスは出廷し、40時間の地域奉仕活動、アルコール講座の受講、1年間の保護観察処分の有罪となった。ウィザースプーンは異議を唱えず罰金213ドルが科せられた。

## フィルモグラフィー
※太字表記は主演。

### 映画
| 年   | 題名                                                                   | 役名                              | 備考                                            | 吹き替え                                      |
| ---- | ---------------------------------------------------------------------- | --------------------------------- | ----------------------------------------------- | --------------------------------------------- |
| 1991 | マン・イン・ザ・ムーン/あこがれの人 The Man In The Moon                | ダニー・トラント                  |                                                 | （吹き替え版無し）                            |
| 1991 | ワイルドフラワー Wildflower                                            | エリー・パーキンス                |                                                 | （吹き替え版無し）                            |
| 1993 | ラスト・ウィンド/少年たちは砂漠を越えた A Far Off Place                | ナニー・パーカー                  |                                                 | （吹き替え版無し）                            |
| 1993 | みんな愛してる Jack The Bear                                           | カレン・モリス                    | 引田有美                                        |                                               |
| 1994 | S.F.W.                                                                 | ウェンディ・プフィスター          | （吹き替え版無し）                              |                                               |
| 1996 | 連鎖犯罪/逃げられない女 Freeway                                        | ヴァネッサ                        | 林原めぐみ（旧ソフト版） 石川綾乃（新ソフト版） |                                               |
| 1996 | 悪魔の恋人 Fear                                                        | ニコール・ウォーカー              | TBA                                             |                                               |
| 1998 | トワイライト 葬られた過去 Twilight                                     | メル・エイムズ                    | 小林さやか                                      |                                               |
| 1998 | 恋のから騒ぎ Overnight Delivery                                        | イヴィー・ミラー                  | （吹き替え版無し）                              |                                               |
| 1998 | カラー・オブ・ハート Pleasantville                                     | ジェニファー/メアリー・スー       | 松本梨香                                        |                                               |
| 1999 | クルーエル・インテンションズ Cruel Intentions                          | アネット・ハーグローヴ            | 渕崎ゆり子                                      |                                               |
| 1999 | ハイスクール白書 優等生ギャルに気をつけろ! Election                    | トレイシー・フリック              | 大谷育江                                        |                                               |
| 1999 | 完全犯罪 Best Laid Plans                                               | リサ                              | 高橋理恵子                                      |                                               |
| 2000 | リトル★ニッキー Little Nicky                                           | ホリー                            | カメオ出演                                      | 松本梨香                                      |
| 2000 | アメリカン・サイコ American Psycho                                     | エブリン・ウィリアムズ            |                                                 | 笹井千恵子（ソフト版） 秋月三佳（VOD版）      |
| 2001 | 白鳥ルイの夢みるトランペット The Trumpet of The Swan                   | セレナ                            | 声の出演 テレビ映画                             | （吹き替え版無し）                            |
| 2001 | キューティ・ブロンド Legally Blonde                                    | エル・ウッズ                      |                                                 | 松本梨香（ソフト版） 坂本真綾（日本テレビ版） |
| 2002 | アーネスト式プロポーズ The Importance of Being Earnest                 | セシリー・カーデュー              | 佐藤あかり                                      |                                               |
| 2002 | メラニーは行く! Sweet Home Alabama                                     | メラニー・カーマイケル            | 松本梨香                                        |                                               |
| 2003 | キューティ・ブロンド/ハッピーMAX Legally Blonde 2: Red, White & Blonde | エル・ウッズ                      | 松本梨香                                        | 兼製作総指揮                                  |
| 2004 | 悪女 Vanity Fair                                                       | ベッキー・シャープ                |                                                 | 安藤麻吹                                      |
| 2005 | 恋人はゴースト Just Like Heaven                                        | エリザベス                        | 本田貴子                                        |                                               |
| 2005 | ウォーク・ザ・ライン/君につづく道 Walk The Line                        | ジューン・カーター                | 宮島依里                                        |                                               |
| 2007 | レンディション Rendition                                               | イザベラ・エル＝イブラヒミ        | （吹き替え版無し）                              |                                               |
| 2008 | ペネロピ Penelope                                                      | アニー                            | 兼製作                                          | 芝原チヤコ                                    |
| 2008 | フォー・クリスマス Four Christmases                                    | ケイト                            | 兼製作                                          | 宮島依里                                      |
| 2009 | モンスターVSエイリアン Monsters vs. Aliens                             | スーザン・マーフィー/ジャイノミカ | 声の出演                                        | ベッキー                                      |
| 2011 | 幸せの始まりは How Do You Know                                         | リサ                              |                                                 | 園崎未恵                                      |
| 2011 | 恋人たちのパレード Water for Elephants                                 | マーリーナ                        |                                                 | 園崎未恵                                      |
| 2012 | Black & White/ブラック & ホワイト This Means War                       | ローレン・スコット                | 松本梨香                                        |                                               |
| 2012 | MUD -マッド- Mud                                                       | ジュニパー                        | あいざわゆりか                                  |                                               |
| 2013 | デビルズ・ノット Devil's Knot                                          | パメラ・ホブス                    | 石塚理恵                                        |                                               |
| 2014 | グッド・ライ 〜いちばん優しい嘘〜 The Good Lie                         | キャリー・デイヴィス              | 園崎未恵                                        |                                               |
| 2014 | わたしに会うまでの1600キロ Wild                                        | シェリル・ストレイド              | 宮島依里                                        |                                               |
| 2014 | ゴーン・ガール Gone Girl                                               | N/A                               | 製作                                            | N/A                                           |
| 2014 | インヒアレント・ヴァイス Inherent Vice                                 | ペニー・キンバル                  |                                                 | 斎藤恵理                                      |
| 2015 | キューティ・コップ Hot Pursuit                                         | ローズ・クーパー                  | 兼製作                                          | 松本梨香                                      |
| 2016 | SING/シング Sing                                                       | ロジータ                          | 声の出演                                        | 坂本真綾                                      |
| 2017 | ホーム・アゲイン Home Again                                            | アリス・キニー                    |                                                 | 宮島依里                                      |
| 2018 | リンクル・イン・タイム A Wrinkle in Time                               | ミセス・ワッツイット              | （吹き替え版無し）                              |                                               |
| 2019 | ルーシー・イン・ザ・スカイ Lucy in the Sky                             | N/A                               | 製作のみ                                        | N/A                                           |
| 2021 | SING/シング: ネクストステージ Sing 2                                   | ロジータ                          | 声の出演                                        | 坂本真綾                                      |
| 2022 | ザリガニの鳴くところ Where the Crawdads Sing                           | N/A                               | 製作                                            | N/A                                           |
| 2022 | ティファニーの贈り物 Something from Tiffany's                          | N/A                               | 製作                                            | N/A                                           |
| 2023 | ユアプレイス、マイプレイス Your Place or Mine                          | デビー                            | 兼製作 Netflixオリジナル映画                    | 小島幸子                                      |
| 2025 | 真心を込めて招待します You're Cordially Invited                        | マーゴ・バックリー                | 兼製作 Amazon Prime Videoオリジナル映画         | 園崎未恵                                      |

### テレビ
| 年        | 題名                                                                                                | 役名                              | 備考                                          | 吹替     |
| --------- | --------------------------------------------------------------------------------------------------- | --------------------------------- | --------------------------------------------- | -------- |
| 2000      | フレンズ Friends                                                                                    | ジル                              | 第6シーズン第13話「泣けないチャンドラー」     | TBA      |
| 2009      | モンスター vs エイリアン 宇宙カボチャあらわる Monsters vs. Aliens: Mutant Pumpkins from Outer Space | スーザン・マーフィー/ジャイノミカ | 声の出演                                      | TBA      |
| 2017-2019 | ビッグ・リトル・ライズ Big Little Lies                                                              | マデリン・マーサ・マッケンジー    | 兼製作                                        | 小島幸子 |
| 2019-     | ザ・モーニングショー The Morning Show                                                               | ブラッドリー・ジャクソン          | Apple TV+オリジナルテレビドラマ               | 新野美知 |
| 2019-2023 | 真相 - Truth Be Told Truth Be Told                                                                  | N/A                               | 製作総指揮 Apple TV+オリジナルテレビドラマ    | N/A      |
| 2020      | リトル・ファイアー〜彼女たちの秘密 Little Fires Everywhere                                          | エレナ・リチャードソン            | 兼製作総指揮                                  | 坂本真綾 |
| 2021      | フレンズ: ザ・リユニオン Friends: The Reunion                                                       | 本人                              | テレビスペシャル                              | N/A      |
| 2023      | デイジー・ジョーンズ・アンド・ザ・シックスがマジで最高だった頃 Daisy Jones & the Six                | N/A                               | 製作総指揮                                    | N/A      |
| 2023      | マイ・カインド・オブ・カントリー My Kind of Country                                                 | 本人                              | Apple TV+オリジナル作品 ドキュメンタリー      | N/A      |
| 2026      | Elle                                                                                                | N/A                               | 製作総指揮 Amazon Prime Videoオリジナルドラマ | N/A      |
| TBA       | Lucky                                                                                               | N/A                               | 製作 Apple TV+オリジナルテレビドラマ          | N/A      |

## 受賞とノミネート
| 年   | 候補                                                    | 賞名                     | 部門           | 結果       |
| ---- | ------------------------------------------------------- | ------------------------ | -------------- | ---------- |
| 1999 | 『ハイスクール白書 優等生ギャルに気をつけろ!』 Election | 全米映画批評家協会賞     | 主演女優賞     | 受賞       |
| 1999 | 『ハイスクール白書 優等生ギャルに気をつけろ!』 Election | ゴールデングローブ賞     | 主演女優賞     | ノミネート |
| 2001 | 『キューティ・ブロンド』 Legally Blonde                 | MTVムービー・アワード    | コメディ演技賞 | 受賞       |
| 2001 | 『キューティ・ブロンド』 Legally Blonde                 | ゴールデングローブ賞     | 主演女優賞     | ノミネート |
| 2005 | 『ウォーク・ザ・ライン/君につづく道』 Walk The Line     | アカデミー賞             | 主演女優賞     | 受賞       |
| 2005 | 『ウォーク・ザ・ライン/君につづく道』 Walk The Line     | ゴールデングローブ賞     | 主演女優賞     | 受賞       |
| 2005 | 『ウォーク・ザ・ライン/君につづく道』 Walk The Line     | 英国アカデミー賞         | 主演女優賞     | 受賞       |
| 2005 | 『ウォーク・ザ・ライン/君につづく道』 Walk The Line     | 全米映画批評家協会賞     | 主演女優賞     | 受賞       |
| 2005 | 『ウォーク・ザ・ライン/君につづく道』 Walk The Line     | ニューヨーク批評家協会賞 | 主演女優賞     | 受賞       |
| 2005 | 『ウォーク・ザ・ライン/君につづく道』 Walk The Line     | 放送映画批評家協会賞     | 主演女優賞     | 受賞       |
| 2014 | 『わたしに会うまでの1600キロ』 Wild                     | アカデミー賞             | 主演女優賞     | ノミネート |